# Aftokinitodromos 16

Die Periferiaki Odos Thessalonikis (auch: Avtokinitodromos 16, griechisch Περιφερειακή Οδός Θεσσαλονίκης; Αυτοκινητόδρομος 16, f. sg., dt. Ringstraße von Thessaloniki; Autobahn 16) ist eine städtische Schnellstraße und die Hauptverkehrsader von Thessaloniki. Sie leitet den Fernverkehr und einen großen Teil des Stadtverkehrs um Thessaloniki herum. Das westliche Ende liegt an der Kreuzung der A 1 mit der A 2 bei Lachanagora (Λαχαναγορά) und bildet eine nordöstlich ausgerichtete Kreisbahn um die Stadt. Sie führt durch die nordwestlichen Vororte, das Waldgebiet Seych Sou (Σέιχ Σου, Κέδρινος λόφος) und durch die südöstlichen Vorstädte nach Kalamaria. Sie endet an einer großen Kreuzung mit der Aftokinitodromos 25, welche zukünftig weiter nach Chalkidiki führen soll.
Die Höchstgeschwindigkeit beträgt 90 km/h, die Straße verfügt derzeit über jeweils drei Fahrspuren und ist eine wichtige Verkehrsader. Die ursprüngliche Nutzung durch 30.000 Fahrzeuge täglich, die 1975 bei der Planung vorgesehen war, wird heute mit über 120.000 Fahrzeugen pro Tag weit überschritten.

## Geschichte
Die Planung der Stadtumgehung begann bereits 1975, aber die Fertigstellung dauerte bis in die 1990er Jahre. Ursprünglich war eine Ringstraße mit Ampelkreuzungen vorgesehen, aber nach einer Erweiterung 2005 wurde der größte Teil der Strecke in eine geschlossene Autobahn umgewandelt. Der Abschnitt, der von Lachanagora (Λαχαναγορά) nach Efkarpia (Ευκαρπία Θεσσαλονίκης) führt, soll irgendwann  fertiggestellt werden.

## Äußerer Autobahnring (Εξωτερική Περιφερειακή Οδός)
Es war auch ein zusätzlicher äußerer Autobahnring geplant, der die bestehende Straße ersetzen sollte. Dieser Autobahnring sollte von der Kreuzung Kombo tou TITAN (κόμβο του ΤΙΤΑΝ) bis nach Scholari (Σχολάρι) zur Nationalstraße Thessaloniki-Nea Moudania führen. Die Planung sah eine dreispurige Autobahn mit Seitenstreifen und einer Länge von 34,5 km vor. Auf 18 km Länge sollte die Straße durch Tunnel geführt werden. Das Projekt wurde jedoch abgesagt, da die Gesamtkosten explodiert wären und nicht absehbar war, wie sich die Trasse mit Bezug auf Umweltschutz und Denkmalschutz vertreten ließe.

## West-Umgehung (Δυτική Περιφερειακή)
2013 wurden Ausbauarbeiten beschlossen und vergeben, die bis 2017 abgeschlossen sein sollten. Die Arbeiten bezogen sich auf drei Abschnitte:
Anschluss K16 (Ανισόπεδος κόμβος Κ16)
2011 wurde die Firma J&P ΑΒΑΞ (J&P Avax) beauftragt, bei einem Budget von ursprünglich 89,5 Mio. EURO (nach der Verhandlung 52,6 Mio. EURO) innerhalb von 62 Monaten 9 Brücken zu errichten, sowie Abwasseranlagen und Kläranlagen zu bauen.
Abschnitt Κ16 – Evosmos
Der Abschnitt vom Anschluss Κ16 bis Evosmos wurde an ΔΟΜΟΤΕΧΝΙΚΗ ΑΕ (Domotechniki AE) vergeben. Das Budget sah 40,467 Mio. EURO vor und sollte bis 2016 abgeschlossen sein. Die Arbeiten umfassten Anschlussstraßen (Maiandrou – Α/Κ Μαιάνδρου, mit dem Viadukt von DESPER – ΔΕΣΠΕΡ; Tritis Septembriou – Α/Κ 3ης Σεπτεμβρίου, Odos Vempo – οδός Βέμπο), sowie den Bau von neuen und Ausbau von bestehenden Ein- und Ausfahrten an der Strecke bis zum Odos Monastiriou (οδός Μοναστηρίου), eine Straßen-Überführung über den Odos Tritis Septembriou (οδός 3ης Σεπτεμβρίου), Ausbesserungsarbeiten auf der gesamten Strecke.
Die Finanzierung dieses Abschnitts wird durch das Programm „Makedonia – Thraki 2007–2013“ gewährleistet.
Abschnitt Evosmos – Efkarpia
Dieser Streckenabschnitt wurde an INTRAKAT vergeben und mit einem Budget von 41,43 Mio. EURO ausgestattet. Die Arbeiten umfassen zwei neue Anschlussstraßen (K14 Ikosipentis Martiou – Κ14 25ης Μαρτίου; A/K Makrygianni Α/Κ Μακρυγιάννη), Ausbau der A/K Langkada (Α/Κ Λαγκαδά), Austausch der Leitplanken und Erneuerung von Asphalt, Beschilderung, Ampeln, Verkehrsinseln und Grünanlagen auf dem gesamten Abschnitt.

## Weitere Planungen
Um die Stadt weiter vom Verkehr zu entlasten, sind verschiedene Vision einer südlichen Umgehung im Gespräch:
- Viadukt mit Blick auf den Thermaischen Golf (Υπερυψωμένος Αυτοκινητόδρομος με θέα τον Θερμαϊκό)
- Tunnel und Brücke über den Thermaischen Golf (Ζεύξη Θερμαϊκού)[7]